# フェリックス・ナーティ
フェリックス・ナーティ(Felix Nartey)はガーナの社会起業家。2017年のウィキマニアにおいてジミー・ウェールズよりWikipedian of the Yearを受賞した。Creative Commonsガーナを共同で創設し支部代表を務め、またNPOの Open Foundation West Africa の共同創設者でもある。

## 初期の経歴
アクラ郊外のテマに生まれる。Pope John Secondary Schoolを2008年に卒業するとガーナ中央大学（Central University）に進み、2013年に理学士（銀行・経営学）を取得して卒業、2017年にはUniversity of Applied SciencesでMBA過程修了を目指した。コンピュータ技術に関心を持ったきっかけは、学部生だったとき、Google Student Ambassador（英語版）に選ばれたからという。

## 職歴
学部を卒業し学士号を取得すると銀行に勤めるかたわら、ボランティア活動に従事し、ウィキメディア・ガーナ協会（ウィキメディア財団の支部に相当）でコミュニティマネジャーの役割を引き受け、やがて、Open Foundation West Africaというオープンコンテントを奨励する非営利組織を立ち上げた。
2017年8月現在ウィキペディア財団に職員として採用され、ウィキペディア図書館プロジェクトのグローバルな調整役として働いている。クリエイティブ・コモンズでは、グローバルネットワーク委員会の暫定委員に任ぜられた。

## オープン・ムーブメント

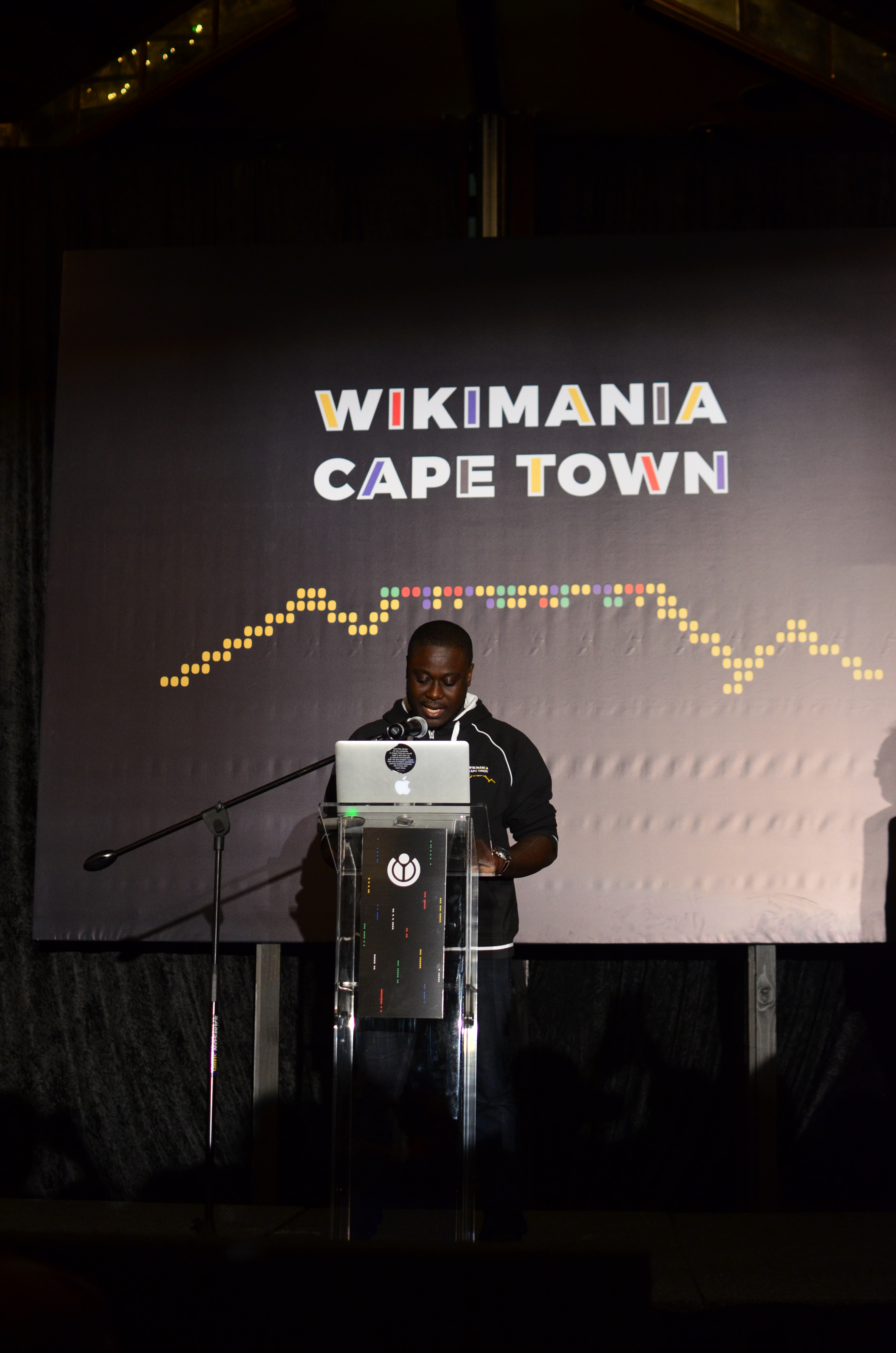
ウィキマニア2018の閉会式で挨拶

ナーティーとウィキメディア・ムーブメントの出会いは2012年で、ウィキペディアに母国ガーナのページを執筆するほか、ウィキペディアを編集する大切さが伝わるようにといくつかのイニシアティブのリーダーも務めてきた。そのなかにGLAM活動、ウィキペディア教育プログラム(meta)、ジェンダーギャップ解消の取り組み、さらにウィキペディア図書館(meta)へと活動の幅を広げていく。
クリエイティブ・コモンズではグローバル・ネットワークへの戦略移行の助言者グループに加わる。2017年にウィキメディア全体の方針を求める運動戦略の起草委員として活動した。またウィキメディアの外ではFirefoxアフリカ・グループの中核チームの一員である。
Wikipedian of the Year 授与に際してジミー・ウェールズは、ナーティを評して2017年にアクラで開かれた第2回ウィキインダバの開催の指導的役割を果たし、アフリカにおける地域コミュニティ建設に欠かせない存在であると述べた。